# Canada Open 1992
Il Canada Open 1992 è stato un torneo di tennis giocato sul cemento.
È stata la 102ª edizione del Canada Open, che fa parte della categoria Super 9 nell'ambito dell'ATP Tour 1992, e della categoria Tier I nell'ambito del WTA Tour 1992.
Il torneo maschile si è giocato al Rexall Centre di Toronto in Canada, dal 20 luglio al 26 luglio 1992 quello femminile al Uniprix Stadium di Montréal in Canada dal 17 al 23 agosto 1992.

## Campioni

### Singolare maschile
Andre Agassi ha battuto in finale  Ivan Lendl con il punteggio di 3–6, 6–2, 6–0.

### Singolare femminile
Arantxa Sánchez Vicario ha battuto in finale  Monica Seles con il punteggio di 6–3, 4–6, 6–4.

### Doppio maschile
Patrick Galbraith /  Danie Visser hanno battuto in finale  Andre Agassi /  John McEnroe con il punteggio di 7–5, 6–4.

### Doppio femminile
Lori McNeil /  Rennae Stubbs hanno battuto in finale  Gigi Fernández /  Nataša Zvereva con il punteggio di 3–6, 7–5, 7–5.